# Металургійна та гірничорудна промисловість
«Металургійна та гірничорудна промисловість» («МГП») — український науково-технічний і виробничий металургійний журнал. Видається раз на два місяці російською та англійською мовами. Англійська версія журналу публікується під назвою «Metallurgical and Mining Industry». Журнал публікує матеріали стосовно всього спектру проблем вітчизняної металургії.

## Історія
У 1960 році Центральне бюро технічної інформації (ЦБТІ) при Міністерстві Чорної металургії УРСР почало випускати спеціалізований щоквартальний журнал «Металлургическая и горнорудная промышленность», де публікувалися матеріали про науково-технічні досягнення металургійного комплексу, обмін передовим виробничим досвідом, освоєння нового обладнання та досягнення техніки, а також нові види продукції з метою пропаганди досягнень науково-технічного прогресу Української РСР. Багато років журнал курував Міністр чорної металургії УРСР Куликов Яків Павлович.
Після проголошення незалежності України в 1991 році був сформований самостійний державний Український науково-дослідний інститут інформації і техніко-економічних досліджень (НДІ «Укрметалургінформ»), директором якого наказом Міністра чорної металургії СРСР Колпакова С. В. був призначений Гриньов Анатолій Федорович. Новоствореному інституту було також передано видання журналу «Металлургическая и горнорудная промышленность».
В ході приватизаційних процесів, що відбувались в Україні, і рішень Міністерства промислової політики України НДІ «Укрметалургінформ» перетворений у відкрите акціонерне товариство, а потім з 2003 року в товариство з обмеженою відповідальністю, а видається їм журнал «Металургійна і гірничорудна промисловість» також був двічі перереєстровано, але його засновниками традиційно з часів СРСР продовжують залишатися Міністерство промислової політики України, Науково-технічне товариство металургів України та Національна металургійна академія України, а головним редактором Гриньов А. Ф.
У 2002 році журнал «Металургійна і гірничорудна промисловість» був удостоєний Золотої медалі загальноукраїнського конкурсу «Вища проба» за високий науково-технічний рівень публікацій і сучасний дизайн оформлення. У 2006 журнал був нагороджений дипломом на конкурсі «Метал-прогрес» у номінації «Найкраща публікація про нові товари та інновацій».
У 2007 році ТОВ «НДІ Укрметалургінформ» трансформувався в ТОВ "Укрметалургінформ «Науково-технічна агенція», яке з 2008 року продовжує випуск журналу «Металлургическая и горнорудная промышленность» для підписників України та країн СНД. Крім цього, журнал числиться на сайті «Золота еліта України».
Науковий журнал Metallurgical and Mining Industry був включений в БД Скопус. За даними на 2013 рік, показник SJR дорівнював 0,11. Журнал в цей час видається Ukrmetallurginform "STA" Ltd . У 2016 р. виключений зі списків Скопус.
Перспективи розвитку журналу «Металургійна і гірничорудна промисловість» пов'язані з його універсальним характером, з гармонійним поєднанням публікацій, присвячених різним тематикам і різним галузям металургійного комплексу. 

## Тематичні розділи журналу
- доменне виробництво
- коксохімічне виробництво
- сталеплавильне виробництво
- електрометалургія
- ливарне виробництво
- прокатне виробництво
- трубне виробництво
- металознавство та термообробка
- антикорозійний захист металів
- кольорова металургія
- гірничорудне виробництво
- машинознавство
- економіка
- теплотехніка
- автоматизація
- стандартизація
- екологія